# Raimundo Pérez Lezama
Raimundo Pérez Lezama   (Barakaldo, 29 de novembre de 1922 - Laguardia, 23 de juliol de 2007) fou un futbolista basc que jugava a la posició de porter. Com a porter va militar a les files del Southampton FC, Arenas de Getxo, Athletic Club, Indautxu i Sestao Sport. Va ser internacional amb la selecció espanyola.

## Biografia
Lezama va néixer a Barakaldo, Biscaia, però es va traslladar a Anglaterra com a refugiat als 14 anys. Va entrar al port de Southampton a bord de l'Habana el 23 de maig de 1937, ell i el seu germà Luis entre els 3.889 nens bascos que fugien de la Guerra Civil Espanyola. alguns dels altres refugiats també es van convertir en futbolistes, com Emilio Aldecoa, Sabino Barinaga i José Gallego.
Durant la seva estada allà, jugà a l'equip de la seva escola, el Nazareth School, on va ser vist per Southampton i va fitxar pel Southampton Football Club com aprenent, i finalment va passar a les reserves abans de debutar amb el primer equip l'1 de juny de 1940, debutant en un partit davant l'Arsenal FC en el qual encaixà un 5-0. Tan sols va disputar dos partits més com a porter del Southampton. El seu següent partit va ser a Craven Cottage, quan els "Saints" van presentar cinc jugadors de l'Arsenal (Ernie Collett, Leslie Compton, Eddie Hapgood, Leslie Jones i Bernard Joy) en una victòria per 2-1 sobre el Fulham FC, amb els dos gols per als Els vencedors van ser marcats pel noi local Eric Webber malgrat la gran quantitat d'estrelles.
Al seu retorn al País Basc, el 1940 fou fitxat per l'Arenas de Getxo, incorporant-se a la següent campanya a l'Athletic Club de Bilbao. Debutà a la Primera divisió espanyola el 27 de setembre de 1942 en el partit Athletic 5 - 0 Betis. Aquell mateix any l'Athletic aconseguí el títol de Lliga.
A la temporada 1946/47 aconseguí el prestigiós Trofeu Zamora com a porter menys golejat de la temporada al tan sols rebre 29 gols en 23 partits. Aquella temporada l'Athletic aconseguiria el subcampionat de Lliga.
Això no obstant, l'any 1951, Lezama és succeït per un altre mític porter, Carmelo Cedrún, i la seva carrera comença a declinar, disputant entre 1952 i 1957 tan sols 12 partits de lliga, fet que el portaria l'any 1957 a fitxar per la SD Indautxu, on coincidí amb els seus excompanys Zarra, Panizo i "Piru" Gaínza. Amb l'Athletic Club de Bilbao Lezama havia guanyat sis Copes del Rei i dos Lligues.
A la següent campanya milità al Sestao Sport Club i, finalment, dos anys després, tornà a l'Arenas Club de Getxo, equip en el qual es retirà l'any 1961, havent jugat un total de 197 partits a Primera divisió espanyola.

## Selecció espanyola
Raimundo Pérez Lezama fou internacional amb la selecció espanyola en una ocasió, concretament el 26 de gener de 1947 en el partit Portugal 1 - 4 Espanya.

## Clubs
- Southampton FC: 1939 - 1940
- Arenas Club de Getxo: 1940 - 1941
- Athletic Club de Bilbao: 1941 - 1957
- Sociedad Deportiva Indautxu: 1957 - 1958
- Sestao Sport Club: 1958 - 1960
- Arenas Club de Getxo: 1960 - 1961

## Palmarès

### Campionats estatals
- 2 Lligues espanyoles: 1942/43 i 1955/56
- 6 Copes del Rei: 1943, 1944, 1945, 1950, 1955 i 1956.

### Distincions individuals
- 1 Trofeu Zamora: 1946/47